# Саїд Ахмед Саїд
Саїд Ахмед Саїд (італ. Said Ahmed Said, нар. 20 квітня 1993, Кумасі) — італійський футболіст ганського походження, нападник клубу «Пансерраїкос».

## Клубна кар'єра
Народився 20 квітня 1993 року в місті Кумасі, Гана, але в ранньому віці переїхав до Італії, де і займався футболом в академіях «Інтернаціонале», «К'єво» та «Дженоа».
У дорослому футболі дебютував 2012 року виступами за команду клубу «Дженоа», проте закріпитись в команді не зумів, через що в подальшому грав на правах оренди за нижчолігові клуби «Монца» та «Мантова».
2015 року перебрався в португальський «Ольяненсі», що грав у другому за рівнем дивізіоні країни, де провів наступний сезон, будучи основним гравцем команди і зігравши у 34 матчах чемпіонату.
5 липня 2016 року перейшов у хорватський «Хайдук» (Спліт). Дебютував за новий клуб 14 липня у виїзному матчі кваліфікації Ліги Європи проти «КСМС Ясси», вийшовши на заміну на 68-й хвилині замість Франа Тудора і на 94-й хвилині забив гол, який приніс команді нічию 2:2.

## Виступи за збірні
2012 року провів один матч у складі юнацької збірної Італії до 19 років.
У 2015 років був включений до заявки молодіжної збірної Гани до 23 років на Всеафриканські ігри. Але в турнірі не зміг взяти участь, оскільки не дістав дозволу від Італійської федерації футболу.